# Xu Qin
 (octobre 2023).
La mise en forme du texte ne suit pas les recommandations de Wikipédia : il faut le « wikifier ».
Les points d'amélioration suivants sont les cas les plus fréquents. Le détail des points à revoir est peut-être précisé sur la page de discussion.
- Les titres sont pré-formatés par le logiciel. Ils ne sont ni en capitales, ni en gras.
- Le texte ne doit pas être écrit en capitales (les noms de famille non plus), ni en gras, ni en italique, ni en « petit »…
- Le gras n'est utilisé que pour surligner le titre de l'article dans l'introduction, une seule fois.
- L'italique est rarement utilisé : mots en langue étrangère, titres d'œuvres, noms de bateaux, etc.
- Les citations ne sont pas en italique mais en corps de texte normal. Elles sont entourées par des guillemets français : « et ».
- Les listes à puces sont à éviter, des paragraphes rédigés étant largement préférés. Les tableaux sont à réserver à la présentation de données structurées (résultats, etc.).
- Les appels de note de bas de page (petits chiffres en exposant, introduits par l'outil «  Source ») sont à placer entre la fin de phrase et le point final[comme ça].
- Les liens internes (vers d'autres articles de Wikipédia) sont à choisir avec parcimonie. Créez des liens vers des articles approfondissant le sujet. Les termes génériques sans rapport avec le sujet sont à éviter, ainsi que les répétitions de liens vers un même terme.
- Les liens externes sont à placer uniquement dans une section « Liens externes », à la fin de l'article. Ces liens sont à choisir avec parcimonie suivant les règles définies. Si un lien sert de source à l'article, son insertion dans le texte est à faire par les notes de bas de page.
- La présentation des références doit suivre les conventions bibliographiques. Il est recommandé d'utiliser les modèles {{Ouvrage}}, {{Chapitre}}, {{Article}}, {{Lien web}} et/ou {{Bibliographie}}. Le mode d'édition visuel peut mettre en forme automatiquement les références.
- Insérer une infobox (cadre d'informations à droite) n'est pas obligatoire pour parachever la mise en page.

Pour une aide détaillée, merci de consulter Aide:Wikification.
Si vous pensez que ces points ont été résolus, vous pouvez retirer ce bandeau et améliorer la mise en forme d'un autre article.
Ne doit pas être confondu avec Xu Qing.
Xu Qin (chinois simplifié : 许勤, chinois traditionnel : 許勤), né en octobre 1961 à Lianyungang, dans la province du Jiangsu en Chine, est un politicien chinois et l'actuel Secrétaire du Parti Communiste du Heilongjiang.
Auparavant, il avait été gouverneur du Hebei et, avant cela, maire, puis chef du parti communiste à Shenzhen, la zone économique spéciale la plus importante de Chine.

## Parcours politique
Xu Qin est né à Lianyungang, dans la province de Jiangsu, en Chine en 1961. Il a été admis à l'Institut de technologie de Pékin en octobre 1978 pour étudier l'ingénierie photoélectrique. Après avoir obtenu son diplôme en 1982, il a été affecté par l'État à l'usine 559 (qui a ensuite fait partie de Norinco), un entrepreneur militaire, pour mener des recherches scientifiques ayant des applications militaires. Deux ans plus tard, il retourne au BIT pour préparer une maîtrise. En 1987, après avoir obtenu sa maîtrise, il a rejoint la Commission nationale de planification (l'ancêtre de la Commission nationale du développement et de la réforme), entamant une carrière de fonctionnaire avec des compétences techniques.
Xu a travaillé pendant les vingt années suivantes dans le système de planification économique, soutenant les industries d'État liées à la mécanique électrique. En 2001, il est entré à la Guanghua School of Management pour obtenir un MBA. En 2003, il a commencé à superviser la planification de la haute technologie dans le cadre de la Commission nationale pour le développement et la réforme. En 2004, il obtient un doctorat de l'université polytechnique de Hong Kong.
En avril 2008, il est muté dans la zone économique spéciale de Shenzhen pour devenir vice-maire exécutif. En juin 2010, il est nommé maire de Shenzhen,. Xu était maire lors du glissement de terrain de Shenzhen en 2015, un accident industriel dont on a jugé par la suite qu'il avait été causé par des facteurs humains. Il s'est excusé au nom du gouvernement pour l'incident, s'inclinant devant le public pour reconnaître sa responsabilité. Le 31 décembre 2016, après la nomination de Ma Xingrui au poste de gouverneur du Guangdong, M. Xu a été nommé chef du parti communiste à Shenzhen. Il a exercé simultanément les fonctions de chef du parti et de maire pendant quelques mois.
En avril 2017, Xu a été transféré au Hebei en tant que chef adjoint du parti et gouverneur désigné, dûment confirmé comme gouverneur du Hebei par l'Assemblée populaire provinciale le 26 avril 2017. Il supervisera la planification de la nouvelle zone de Xiong'an et l'intégration de la zone économique Beijing-Tianjin-Hebei.
Le 18 octobre 2021, il est muté dans la province du Heilongjiang, dans le nord-est de la Chine, et nommé secrétaire du Parti communiste du Heilongjiang.